# David Lee Murphy
David Lee Murphy (* 7. Januar 1958 in Herrin, Illinois) ist ein US-amerikanischer Sänger und Songschreiber.

## Werdegang
Murphy kam 1983 in hoffnungsvoller Erwartung einer Karriere als Country-Star nach Nashville. Doch es sollten noch fast zehn Jahre vergehen, bevor er seinen ersten Plattenvertrag erhielt. In der Zwischenzeit etablierte er sich leidlich erfolgreich als Songschreiber und war Bandleader der Blue Tick Hounds.
1994 erschien David Murphy erstmals mit einem Song auf dem Soundtrack-Album Eight Seconds. Ein Jahr später spielte er die erste eigene CD ein: Out With A Bang. Alle Lieder wurden von ihm selbst komponiert. Sein Debüt-Album erreichte Platin-Status und es wurden zwei erfolgreiche Singles ausgekoppelt, von denen Dust On The Bottle auf den ersten Platz der Country-Charts vorrückte. Der zweite Hit, Party Crowd, belegte zwar nur Platz 6, war jedoch 1995 der meistgespielte Country-Song im amerikanischen Radio und damit sein größter Erfolg. Mit seinem zweiten Album Gettin’ Out The Good Stuff konnte er den Erfolg nicht wiederholen. Allerdings platzierte sich eine ausgekoppelte Single in der Country-Top-20.
Seine Songs waren aber weiterhin gefragt. Chris LeDoux, Hank Williams Jr. und andere verwendeten sein Material. 2004 veröffentlichte David Lee Murphy nach langer Pause sein viertes Album Tryin’ to Get There und nach noch längerer Pause 2018 mit Kenny Chesney sein fünftes Album No Zip Code.

## Diskografie

### Alben
| Jahr | Titel                      | Höchstplatzierung, Gesamtwochen, AuszeichnungChartplatzierungen (Jahr, Titel, Platzierungen, Wochen, Auszeichnungen, Anmerkungen) | Höchstplatzierung, Gesamtwochen, AuszeichnungChartplatzierungen (Jahr, Titel, Platzierungen, Wochen, Auszeichnungen, Anmerkungen) | Anmerkungen                         |
| Jahr | Titel                      | US | Country | Anmerkungen                         |
| ---- | -------------------------- | --- | --- | ----------------------------------- |
| 1994 | Out with a Bang            | US52 Platin · (36 Wo.)US | Country10 (72 Wo.)Country |                                     |
| 1996 | Gettin’ Out the Good Stuff | US104 (6 Wo.)US | Country12 (28 Wo.)Country | Erstveröffentlichung: 21. März 1996 |
| 1997 | We Can’t All Be Angels     | — | Country39 (4 Wo.)Country |                                     |
| 2004 | Tryin’ to Get There        | — | Country46 (6 Wo.)Country |                                     |
| 2018 | No Zip Code                | — | Country46 (2 Wo.)Country |                                     |

### Singles
| Jahr | Titel Album                                                      | Höchstplatzierung, Gesamtwochen, AuszeichnungChartplatzierungen (Jahr, Titel, Album, Platzierungen, Wochen, Auszeichnungen, Anmerkungen) | Höchstplatzierung, Gesamtwochen, AuszeichnungChartplatzierungen (Jahr, Titel, Album, Platzierungen, Wochen, Auszeichnungen, Anmerkungen) | Anmerkungen           |
| Jahr | Titel Album                                                      | US | Country | Anmerkungen           |
| ---- | ---------------------------------------------------------------- | --- | --- | --------------------- |
| 1994 | Just Once Out with a Bang                                        | — | Country36 (20 Wo.)Country |                       |
| 1994 | Fish Ain’t Bitin Out with a Bang                                 | — | Country52 (7 Wo.)Country |                       |
| 1995 | Party Crowd Out with a Bang                                      | — | Country6 (22 Wo.)Country |                       |
| 1995 | Dust on the Bottle Out with a Bang                               | US— PlatinUS | Country1 (20 Wo.)Country |                       |
| 1995 | Out with a Bang                                                  | — | Country13 (20 Wo.)Country |                       |
| 1996 | Every Time I Get Around You Gettin’ Out the Good Stuff           | — | Country2 (20 Wo.)Country |                       |
| 1996 | The Road You Leave Behind Gettin’ Out the Good Stuff             | — | Country5 (20 Wo.)Country |                       |
| 1997 | Genuine Rednecks Gettin’ Out the Good Stuff                      | — | Country53 (5 Wo.)Country |                       |
| 1997 | Breakfast in Birmingham Gettin’ Out the Good Stuff               | — | Country51 (7 Wo.)Country |                       |
| 1997 | All Lit Up in Love We Can’t All Be Angels                        | — | Country25 (20 Wo.)Country |                       |
| 1997 | Just Don’t Wait Around ’Til She’s Leavin’ We Can’t All Be Angels | — | Country37 (20 Wo.)Country |                       |
| 2004 | Loco Tryin’ to Get There                                         | US44 (18 Wo.)US | Country5 (28 Wo.)Country |                       |
| 2004 | Inspiration Tryin’ to Get There                                  | — | Country46 (16 Wo.)Country | feat. Lee Roy Parnell |
| 2017 | Everything’s Gonna Be Alright No Zip Code                        | US66 Platin · (13 Wo.)US | Country9 (29 Wo.)Country | mit Kenny Chesney     |

Weitere Singles
- 1999: Double Barrel Country (mit Mark Collie)
- 2018: I Won't Be Sorry
- 2019: No Zip Code

## Auszeichnungen für Musikverkäufe
| Goldene Schallplatte - Kanada - 1995: für das Album Out with a Bang |

Anmerkung: Auszeichnungen in Ländern aus den Charttabellen bzw. Chartboxen sind in ebendiesen zu finden.
| Land/RegionAuszeichnungen für Musikverkäufe (Land/Region, Auszeichnungen, Verkäufe, Quellen) | Gold  | Platin     | Verkäufe | Quellen         |
| -------------------------------------------------------------------------------------------- | ----- | ---------- | -------- | --------------- |
| Kanada (MC)                                                                                  | Gold1 | —          | 50.000   | musiccanada.com |
| Vereinigte Staaten (RIAA)                                                                    | —     | 3× Platin3 | 3.000.00 | riaa.com        |
| Insgesamt                                                                                    | Gold1 | Platin1    |          |                 |